# John Atta Mills
John Evans Atta Mills (Tarkwa, 21 juli 1944 – Accra,  24 juli 2012) was van 7 januari 2009 tot zijn dood president van Ghana.

## Carrière
Atta Mills studeerde rechten aan de Universiteit van Ghana. Daarna studeerde hij ook nog aan de Universiteit van Londen en aan de Stanford Law School. Hij werd professor aan de universiteit van Ghana.
Van 1997 tot 2001 was hij vicepresident onder Jerry Rawlings en werd als opvolger gepromoot. Atta Mills deed mee met de presidentsverkiezingen van 2000 en 2004 als kandidaat van de National Democratic Congress (NDC) maar verloor deze telkens van John Agyekum Kufuor. Bij de presidentsverkiezingen van 2008 trad Atta Mills aan tegen Nana Akufo-Addo van de regerende New Patriotic Party. Hij won deze verkiezingen met 50,23 procent van de stemmen. Zijn vicepresident was John Dramani Mahama.
Op 24 juli 2012 werd Atta Mills met spoed opgenomen in een ziekenhuis te Accra. Hij had toen al enkele jaren keelkanker. Enkele uren later werd het overlijden van de president officieel bevestigd. Zoals de Ghanese grondwet voorschrijft, werd vicepresident Mahama dezelfde dag nog benoemd tot zijn opvolger.  

## Privé
Atta Mills was getrouwd met Ernestina Naadu Mills, een lerares, en had een zoon (Sam Kofi). Zijn grote hobby was sport, hij hield van zwemmen en hockey. Hij was ooit lid van de Ghanese nationale hockeyploeg en speelde nog tot zijn overlijden bij de veteranen van Ghana.

## Publicatie over John Atta Mills
- Marlon Sway: Odyssey of hope. Evans Atta Mills. [Ghana], 2008

## Publicaties van Atta Mills
- Taxation of Periodical or Deferred Payments arising from the Sale of Fixed Capital (1974)
- Exemption of Dividends from Income Taxation: A Critical Appraisal (1977)
- Report of the Tax Review Commission, Ghana, parts 1, 2 & 3 (1977)
- Ghana’s Income Tax Laws and the Investor (1978)